# Karel Černý (football, années 1930)
Karel Černý (né et mort à des dates inconnues) est un footballeur tchécoslovaque, qui jouait en tant que défenseur.

## Biographie

### Club
Pendant sa carrière de club, on sait peu de choses sur lui sauf qu'il évoluait dans l'un des meilleurs clubs du pays, une des équipes de la capitale, à savoir le SK Slavia Prague.

### International
En international, il évolue sous les couleurs tchécoslovaques et participe à la coupe du monde 1938 en France, où son équipe parvient jusqu'en quarts de finale.